# Obscuromyia westralica
Obscuromyia westralica är en tvåvingeart som beskrevs av Barraclough och O'hara 1998. Obscuromyia westralica ingår i släktet Obscuromyia och familjen parasitflugor. Inga underarter finns listade i Catalogue of Life.